# Orden Franz I.

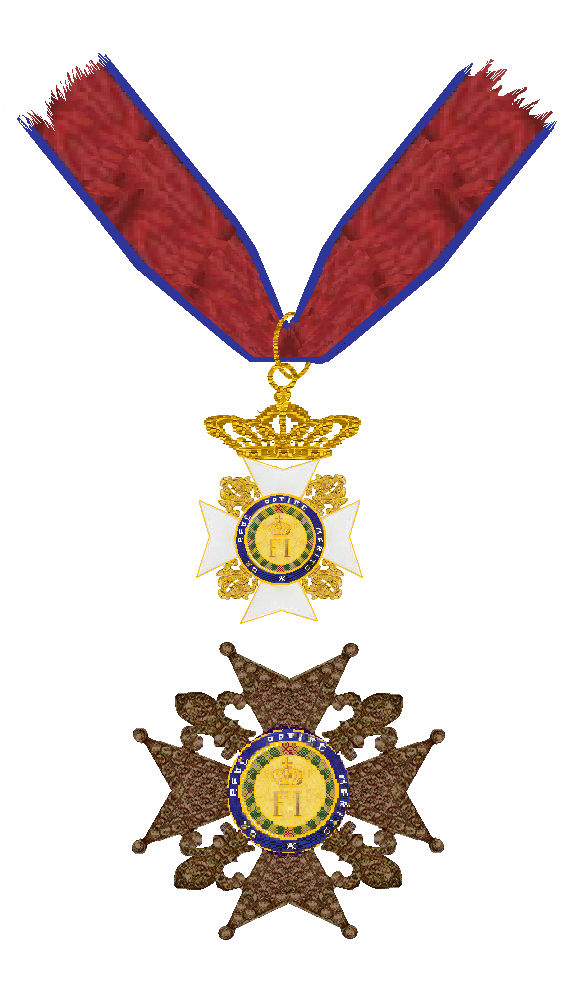
Großkreuz und Bruststern

Der Orden Franz I. (italienisch Real ordine di Francesco Primo) war ein staatlicher Verdienstorden des Königreichs beider Sizilien.

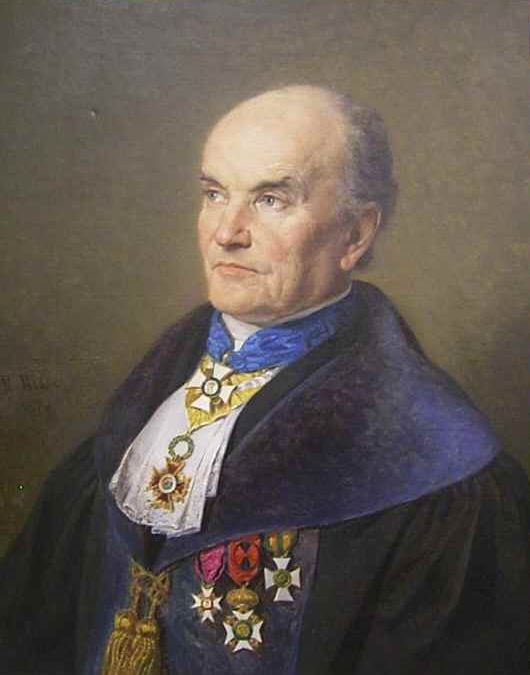
Adelbert von Keller mit dem Kommandeurkreuz um den Hals

## Geschichte
Der Orden wurde am 28. September 1829 von König Franz I. gestiftet. Geehrt wurden „die Tugenden des bürgerlichen Lebens“, das heißt Verdienste in Diplomatie, Staatsverwaltung, Kunst und Wissenschaft, Landwirtschaft, Industrie sowie im Handel. Großmeister des Ordens war der jeweilige König beider Sizilien.
Die Ordensstatuten wurden von König Franz II. am 21. Dezember 1858 novelliert.
Im Rahmen der Annexion des Königreichs beider Sizilien durch das neugegründete Königreich Italien wurde der Orden 1861 aufgehoben. Gleichwohl wurde der Orden auch in der Folgezeit vom exilierten König Franz II. und nachfolgenden Prätendenten auf seinen Thron weiterhin verliehen.

## Ordensklassen
Der Orden hatte ursprünglich drei Ordensklassen und zwei affiliierte Verdienstmedaillen:
- Großkreuz-Ritter
- Kommandeur
- Ritter
  - goldene Medaille
  - silberne Medaille

Per Statut vom 21. Dezember 1858 erfolgte die Stiftung drei weiterer Klassen und folgende Aufteilung:
- Ritter des Großkordons
- Großkreuz-Ritter
- Kommandeur mit Stern
- Kommandeur ohne Stern
- Ritter I. Klasse
- Ritter II. Klasse
  - goldene Medaille
  - silberne Medaille

## Ordensdekoration
Das Ordenszeichen ist ein achtspitziges weiß emaillierten Goldkreuz. In den Kreuzarmwinkeln sind je eine goldene Lilie eingefügt. Das Medaillon hat auf der goldenen Vorderseite die Initialen F. I. (Franz I.) und darüber eine Krone. Umgeben ist alles von einem grün emaillierten Eichenkranz. Ein blau emaillierter kreisrunder Reif mit Goldrand umgibt alles und zeigt in goldenen Buchstaben die Ordensdevise DE REGE OPTIME MERITO (Vom König dem besten Verdienst). Auch die Rückseite zeigt eine Inschrift die von einem grün emaillierten Eichenkranz umgeben ist: FRANCISCUS I. INSTITUIT MDCCCXXIX (Franz I. hat [den Orden] 1829 gestiftet). Eine goldene Königskrone bildet über dem Ordenskreuz nach oben den Abschluss, außer beim Ritterkreuz II. Klasse.
Der Bruststern entspricht dem Ordenskreuz. Das Medaillon auf der Vorderseite ist auch gleich, aber die über dem großen Ordenskreuz befindliche Krone entfällt. 

## Ordensband und Trageweise

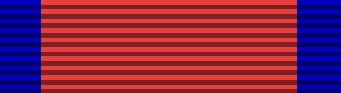
Ordensband

Das Ordensband ist rot mit einem blauen Streifen auf beiden Seiten. Ritter des Großkordons trugen Ordenskreuz am Schulterband, Großkreuze und Kommandeure um den Hals. Der Ordensstern, der von den Kommandeuren mit Stern etwas kleiner war, wurde auf der linken Brustseite getragen.
Das Ritterkreuz wurde im Knopfloch getragen, die Medaille auf der linken Brustseite.
Die Breite des Bandes und die Größe des Ordenskreuzes nahm entsprechend der Klasse ab.